# 白蛇娜卡
白蛇娜卡（白蛇のナーガ）為日本輕小說《秀逗魔導士》外傳系列當中的主要角色之一。

## 角色介紹
娜卡看似是胸大無腦的魔導士，但具有不少豐富高階知識，自稱是莉娜·因巴斯最大的對手，登場時通常伴隨著「哦～呵呵呵呵呵呵」的高笑聲出現。其名稱是取自於印度神話的蛇神「那伽（Nagas）」。
娜卡在正傳小說裡只有回想而沒實際登場，但外傳中卻很活躍，跟小說裡的幾個人物有密切的關係；擅長黑魔術、精靈魔術、白魔術，以冰系魔法為主要攻擊魔法，本身也偏愛召喚魔法跟泥巨人生成術。身為魔導士的資質極高，只要看過一次該魔法以自學的方式就學會了。
娜卡跟莉娜一樣是大胃王，酒量也很好，就算是用大啤酒杯裝著白蘭地一口氣喝下肚也面不改色。十分出眾的容貌並有一頭黑髮的美人，但裝扮讓人看起來會聯想到「邪惡的女黑魔導士」。經常穿著黑色緊身衣（比基尼泳衣樣式）的衣服與附有錐型尖刺的護肩（母親的遺物），但整體服裝風格沒有白蛇的要素，即使在冬天或十分惡劣的天氣穿這樣子也不會感冒。即使是在如何失敗也好，被魔法炸飛也好，被打飛、被冰住、被龍踩過也好，都能以極強的恢復力馬上復活而自豪，超出常識(非常識)的設定跟動畫版的高里·加布列夫十分相同。
娜卡有著異於常人的審美觀和價值觀。但對各國上流統治階級的情況和黑社會的消息十分清楚，而且身上散發著領導人的魅力（雖然本人並沒這意思）；令人意外的是，娜卡對家務事十分拿手。
娜卡真實身份是阿梅莉亞的親生姐姐，本名為「葛蕾希亞·烏爾·娜卡·賽倫（グレイシア·ウル·ナーガ·セイルーン）」，是賽倫王家第一王女，也是國王的繼承人第一王子菲爾王子的長女。娜卡一身接近全裸的服飾其實屬於母后，也是菲爾王子的亡妻隱藏的興趣。曾親眼目睹母后浴血身亡的情形，只要見血就昏厥。以「要修行」的理由，離開了賽倫，不過阿梅莉亞並不擔心，只當她是迷路所以遲遲沒回家。因母后被暗殺，而體認到自己的不足。該暗殺者是スレイヤーズすぺしゃる第三集提到的ブーレイ，但最後娜卡親自解決ブーレイ並為母后成功報仇。